# Swietłana Proskurina
Swietłana Nikołajewna Proskurina, z domu Kołganowa, ros. Светлана Николаевна Проскурина (ur. 27 maja 1948 we wsi Kriwiec) – rosyjska reżyserka i scenarzystka filmowa.
W 1976 ukończyła zaoczne studia z wiedzy o teatrze w Rosyjskim Państwowym Instytucie Sztuk Scenicznych. Pracowała jako asystent reżysera w wytwórni filmowej Lenfilm. W 1981 uzyskała dyplom ukończenia kursu dla reżyserów i scenarzystów. Od tej pory samodzielnie realizowała projekty filmowe dla studia Lenfilm.
Zadebiutowała krótkometrażowym filmem Dzień rodziców (1981). Jej druga pełnometrażowa fabuła, Przypadkowy walc (1990), zdobyła główną nagrodę Złotego Lamparta na MFF w Locarno. Zdalny dostęp (2004) startował w konkursie głównym na 61. MFF w Wenecji, a Zawieszenie broni (2010) przyniosło jej główną nagrodę Festiwalu Kina Rosyjskiego "Kinotawr" w Soczi.